# Leopold Budde
Carl Christian Leopold Gether Budde (15. april 1836 i Holbæk – 24. august 1902 på Himmelbjerggården ved Ry) var en dansk forfatter. Han blev født i Holbæk, men voksede op i Vendsyssel, hvor hans far var præst. Som 14-årig kom han på Randers Latinskole og begyndte her at øve sig i digteri. Han blev student i 1854 og vaklede mellem forskellige studier, men måtte til sidst stoppe og rejste hjem til sin far, der nu var blevet præst i Sengeløse på Sjælland. 
Med sin første fortælling Fem dage i Vendsyssel henvendte Budde sig til H.C. Andersen, der modtog digteren med venlighed, men rådede ham til at gemme sit arbejde nogle år. Fortællingen blev første gang trykt i Berlingske Tidende i 1860. Han opgav digtningen, da hans vaudeville Skam til Tak blev en fiasko. For sin egen fornøjelses skyld skrev han fortællingen En ungdommelig historie, som en ven fik ham til at sende ind til avisen Fædrelandet. Den fik gode anmeldelser, og han optog igen forfattergerningen.

## Bøger
- Småhistorier (1872)
- Småhistorier II (1875)
- Småhistorier II (1879)
- Tre Småhistorier (1881)

## Fortællinger
- Tre dage i Vendsyssel (1860)
- En historie fra fattige steder (1874)
- Fra Lømmelalderen (1877)
- Dødens Gudsøn (1886)

## Sange
- Skam til tak
- Jeg ved en dejlig have